# Tuwaba ibn Salama al-Judami
Tuwaba ibn Salama al-Judami (Arabisch: ثوابة بن سلامة الجذامي) was van augustus 745 tot oktober 746 een Omajjade wāli van Al-Andalus. Hij was de Jemenitische leider van de Ma'additen in Al-Andalus en overwon de Jemenitische Kalbiten onder zijn voorganger, de wāli Abu Khattar in de Slag bij Guadalete (745).
Hij werd in 746 opgevolgd door Abd al-Rahman ibn Katir al-Lahmi.